# Vincenzo Crescini
Vincenzo Crescini (Padova, 10 agosto 1857 – Padova, 2 giugno 1932) è stato un filologo italiano.

## Biografia
Nella sua famiglia d'origine spicca il nome di Jacopo Crescini, poeta e giornalista, fondatore e direttore di periodici letterari risorgimentali. Un po' dell'enfasi post-risorgimentale rimane anche nello stile aulico di Vincenzo Crescini, nato peraltro in pieno clima risorgimentale.
Nel 1879 si laureò in lettere presso l'Università di Padova, con una tesi su «Orlando nella Chanson de Roland e nei poemi del Boiardo e dell'Ariosto». La tesi fu poi pubblicata nel periodico Il Propugnatore (1880), per interessamento di Ugo Angelo Canello, grande maestro e guida del Crescini. L'anno successivo si specializzò in filologia romanza a Milano, presso l'Accademia scientifico-letteraria, sotto la guida di Graziadio Isaia Ascoli e di Pio Rajna.
Nel 1883 ottenne la cattedra di storia comparata delle lingue e delle letterature neolatine, presso l'Università di Padova, succedendo così al suo maestro Canello. Mantenne questa cattedra per mezzo secolo, fino a quando, il 12 giugno 1932, pochi giorni dopo la sua ultima lezione, la morte lo colse d'improvviso.
Si occupò nei suoi studi principalmente di letteratura provenzale, anche se i suoi interessi spaziarono in un arco più ampio, includendo tra l'altro la letteratura medievale e cavalleresca e la storia comparata delle lingue classiche. Le sue indagini sono caratterizzate da una «coscienza profondamente storicistica».
Per meriti accademici divenne prima socio e poi presidente, tra il 1923 e il 1926, dell'Istituto Veneto di Scienze, Lettere ed Arti. Dal 1921 fu socio nazionale dell'Accademia dei Lincei. Che non si trattasse di cariche meramente onorifiche, è comprovato dal fatto che vari studi e contributi del Crescini apparvero negli Atti dell'Istituto veneto e nel Rendiconto dell'Accademia dei Lincei, oltre che in periodici come Giornale linguistico, Atti e memorie dell'Accademia di Padova, Studi di filologia romanza, Rassegna bibliografica della letteratura italiana, Nuovi studi medievali.
Tra le sue edizioni più rilevanti si segnala quella del Cantare di Florio e Biancifiore (Bologna, Romagnoli-Dall'acqua, 1899).

## Opere principali
- Contributo agli studi sul Boccaccio con documenti inediti, Torino, Loescher, 1887.
- Per gli studi romanzi: saggi ed appunti, Padova, Draghi, 1892.
- Il poema cavalleresco, in  Storia dei generi letterari italiani, Milano, Vallardi, 1905.
- Per le canzoni di Chrétien de Troyes, nel volume Studi di letteratura e linguistica, dedicato a Pio Rajna, Firenze, Tipografia Ariani, 1911.
- Manuale per l'avviamento agli studi provenzali, Milano, Hoepli, 1926.
- Romanica fragmenta: scritti scelti dall'autore, pubblicati a cura dell'Università di Padova, del Reale istituto veneto, dei colleghi, amici e discepoli, Torino, G. Chiantore, 1932.

Inoltre, hanno rilevanza nella ricerca filologica i suoi numerosi studi e contributi, sparsi nei periodici menzionati nella precedente sezione.